# Кошки (мюзикл)
«Кошки» (англ. Cats) — мюзикл английского композитора Эндрю Ллойда Уэббера по мотивам сборника детских стихов Т. С. Элиота «Популярная наука о кошках, написанная старым опоссумом». Премьера мюзикла состоялась 11 мая 1981 года на сцене Нового лондонского театра, а 7 октября 1982 года состоялась премьера на Бродвее.
Последнее представление на Бродвее прошло 10 сентября 2000 года, а в Лондоне — 11 мая 2002 года. Мюзикл был самым продолжительным бродвейским шоу, которое шло с 1997 по 2006 год, пока его не опередил «Призрак Оперы». На 2018 год это четвёртое по продолжительности бродвейское шоу. К 1994 году по всему миру мюзикл собрал 2 миллиарда долларов. Мюзикл переведён на 15 языков и поставлен более чем в 30 странах. Его посмотрело более 73 миллионов человек по всему миру.
Премьера российской версии «Кошек» состоялась 18 марта 2005 года, мюзикл с успехом шёл целый год и был закрыт 31 марта 2006 года.

## Музыкальные номера
Первый акт — «Когда кошки сходят с ума в полуночном танце» (англ. When Cats Are Maddened by the Midnight Dance):
1. Overture — оркестр
2. «Prologue: Jellicle Songs for Jellicle Cats» — все кошки
3. «The Naming of Cats» — все кошки
4. «The Invitation to the Jellicle Ball» — Victoria, Quaxo, Munkustrap
5. «The Old Gumbie Cat» — Jennyanydots, Munkustrap, Bombalurina, Jellylorum, Demeter
6. «The Rum Tum Tugger» — Rum Tum Tugger и все кошки
7. «Grizabella: The Glamour Cat» — Grizabella, Demeter, Bombalurina
8. «Bustopher Jones: The Cat About Town» — Bustopher, Jennyanydots, Jellylorum, Bombalurina
9. «Mungojerrie and Rumpleteazer» — Mungojerrie, Rumpleteazer
10. «Old Deuteronomy» — все кошки, Munkustrap, Rum Tum Tugger, Old Deuteronomy
11. «The Awefull Battle of The Pekes and the Pollicles» — Munkustrap, Rumpus Cat и все кошки
12. «The Song of the Jellicles» — все кошки
13. «The Jellicle Ball» — оркестр
14. «Grizabella, The Glamour Cat» (Reprise) — Grizabella
15. «Memory» — Grizabella

Второй акт — «Почему летние деньки задерживаются — когда пройдёт время?» (англ. Why Will the Summer Day Delay — When Will Time Flow Away?):
1. «The Moments of Happiness»/«Memory» — Old Deuteronomy, Jemima
2. «Gus: The Theatre Cat» — Asparagus, Jellylorum
3. «Growltiger’s Last Stand», incorporating either 'The Ballad Of Billy M’Caw' or the Italian aria 'In Una Tepida Notte' — Growltiger, Griddelbone, Ghengis, the Siamese, экипаж корабля *
4. «Gus: The Theater Cat» (Reprise) — Asparagus *
5. «Skimbleshanks: The Railway Cat» — Skimbleshanks и все   кошки
6. «Macavity: The Mystery Cat» — Demeter, Bombalurina
7. «Macavity Fight» — Macavity, Munkustrap, Alonzo
8. «Mr. Mistoffelees» — все кошки, Quaxo, также известный как Mr. Mistoffelees, Rum Tum Tugger
9. «Jellicle Choice»/«Daylight» — Munkustrap и Jemima
10. «Memory» (Reprise) — Grizabella, Jemima
11. «The Journey to the Heaviside Layer» — все кошки
12. «Finale: The Ad-Dressing of Cats» — Old Deuteronomy

Номера, не попавшие в видеоверсию (1998), отмечены *. Их можно посмотреть на YouTube.

## Сюжет
На свалке в Нью-Йорке на ежегодный кошачий бал собираются кошки  из разных уголков земли. Все они разные: породистые и беспородные, юные и старые, домашние любимцы и бездомные. Финал этого бала — выбор вожака. Кошки и коты должны выбрать  самого достойного представителя, который сможет попасть в кошачий рай и возродиться к новой жизни на земле.

### Первый акт
Сцена превращается в огромную помойку. Появляются кошки, которые выпрыгивают из мусорных баков и водосточных труб. Они рассказывают о том, почему называют себя «Племенем избранных» («Jellicle Songs For Jellicle Cats»). После этого кошки, ломая четвёртую стену, замечают в зале людей и решают поведать им о таинстве кошачьих имён. У кошки есть три имени. Первое — то, которое ей дали люди, ничего не значащее в кошачьем сообществе. Второе имя, гораздо более важное — то, под которым кошка известна в кошачьем сообществе. И наконец третье, самое важное, — то имя, которое известно только самой кошке («The Naming of Cats»). Молодая белая кошечка Виктория открывает своим танцем кошачий бал («The Invitation to the Jellicle Ball»). Манкустрап (распорядитель бала и заместитель вожака племени, на которого возложена роль рассказчика в произведении) рассказывает, что этой ночью Старик Второзаконие, великий кошачий мудрец и вожак племени, выберет самого достойного из котов, который затем совершит путешествие в кошачий рай в ионосфере и переродится там для новой жизни.
Манкустрап представляет публике Мисс Дженни («The Old Gumbie Cat»), толстую полосатую кошку, которая сидит целыми днями напролёт, а ночами дрессирует тараканов и мышей. Дженни заканчивает песню и пытается поприветствовать публику, но её перебивает внезапное появление на сцене Рам-Там-Таггера («The Rum Tum Tugger»). Своевольный мачо, которому невозможно угодить, своим экстравагантным поведением сводит кошечек с ума.
Когда песня Рам-Там-Таггера стихает, на сцену, прихрамывая, осторожно выходит облезлая серая кошка — это Гризабелла. Кошки шарахаются от неё и открыто демонстрируют своё отвращение. Молоденькие кошечки — Джемайма и Виктория — пытаются подойти к старухе, но взрослые кошки оттаскивают их. Они объясняют, что когда-то Гризабелла была первой красавицей племени («Grizabella: The Glamour Cat»), но жизнь не пощадила её, и теперь она дряхлая карга, которую презирают сородичи. Гризабелла уходит, и зрителей под бодрую музыку знакомят с Бастофером Джонсом — толстым кошачьим денди и завсегдатаем элитных джентльменских клубов («Bustopher Jones: The Cat About Town»). После его выступления за сценой раздаётся жуткий грохот, и испуганные коты разбегаются со свалки. На сцену, хихикая, вылезают проказники Мангоджерри и Рамплтизер. Это парочка мелких воров-домушников, которые обожают устраивать хаос в человеческих домах («Mungojerrie and Rumpleteazer»). Вернувшиеся кошки задают им взбучку.
Наконец на сцене под общее восхищение появляется вожак племени, Старик Второзаконие («Old Deuteronomy») — древний мудрый кот, пользующийся в племени непререкаемым авторитетом. Именно он решит, кто удостоится перерождения в кошачьем раю. Кошки разыгрывают для него представление («The Awefull Battle of the Pekes and the Pollicles»), в котором два собачьих племени сталкиваются на улице и начинают грызню, но их всех разгоняет Великий Румпус — кот с пылающими красными глазами. Старик Второзаконие  пытается вывести из этого мораль, но за сценой снова раздается жуткий грохот, и испуганные кошки снова разбегаются. Мудрец успокаивает котов, зовёт их обратно, и начинается главное торжество — кошачий бал при полной луне («The Jellicle Ball»).
Во время бала на сцене снова появляется Гризабелла, и танцы прекращаются — кошки демонстративно отворачиваются и уходят от неё («Grizabella: The Glamour Cat»). Гризабелла пытается сохранить лицо, станцевав в одиночестве, но она слишком стара и слаба, чтобы повторить движения кошачьего танца. Подавленная старуха поёт короткую версию своей ностальгичной песни («Memory») и уходит, несмотря на попытки Старика Второзаконие  подбодрить её.

### Второй акт
Герои отдыхают от танцев. Старик Второзаконие  предается размышлениям о кратких мгновениях счастья, но его рассуждения проходят мимо ушей племени. Кошачьего вожака понимает только Джемайма, которая объясняет остальным смысл его слов в простых выражениях («The Moments of Happiness»). На сцену при помощи молодых котов выходит старик Аспарагус — или просто Гус, театральный кот. Когда-то он был великим артистом, но теперь от былой славы остались лишь воспоминания, хоть он и до сих пор любим и уважаем в племени («Gus: The Theatre Cat»). Гус исполняет одну из своих ролей, кота Гроултайгера — пиратского капитана, погибшего в морском бою с сиамскими котами («Growltiger’s Last Stand»). Когда Гус, не сдержав слёз ностальгии, уходит, в углу свалки просыпается Скимблшенкс — кот, который живёт в поездах и который считается ответственным лицом, ведь без него поезд не тронется («Skimbleshanks: The Railway Cat»). Во время его выступления кошки собирают из подручного барахла с помойки модель паровоза — держат корпус, крутят колеса, включают фары.
Жуткий грохот раздается в третий раз, и на сцену с демоническим хохотом врывается Макавити. Это самый известный преступник города, криминальный гений, которого никому ещё не удавалось застать на месте преступления. Его прихвостни накидывают на Деда Второзаконие сеть и уносят старика. Кошки бросаются в погоню, а две из них — Деметра и Бомбалурина — остаются на сцене, чтобы объяснить зрителям, кто такой Макавити («Macavity: The Mystery Cat»). После их песни Макавити возвращается в костюме Старика Второзаконие, но Деметра моментально узнаёт его. Завязывается драка («Macavity Fight»). Макавити удается отбиться от Манкустрапа, но тому на помощь приходят остальные кошки, и злодей спасается бегством, обесточив свалку для прикрытия отхода.
Кошки пытаются придумать, как спасти вожака. Рам-Там-Таггер предлагает позвать мистера Мистоффелиса («Magical Mr. Mistoffelees»), кошачьего чародея. Мистер Мистоффелис, маленький чёрный кот, появляется на сцене и исполняет сольный танец. Он восстанавливает освещение на помойке и телепортирует Старика Второзаконие из плена при помощи волшебства под общее ликование кошек.
Между тем ночь уже на исходе — кошачий бал близок к завершению, и Второзаконие  готов принять решение («Jellicle Choice»/«Daylight»). Когда он садится на почётное место, чтобы огласить свой выбор, на сцене снова появляется Гризабелла. Кошки в третий раз пытаются продемонстрировать своё презрение, но мудрец ободряет её и приглашает высказаться. Несмотря на подавленный вид, Гризабелла гордо и ясно исполняет свою песню («Memory»). Когда силы всё же покидают её, молодые кошечки встают со своих мест и помогают ей допеть — Джемайма подхватывает песню старой кошки, а Виктория подаёт Гризабелле руку (лапу) и отводит старуху в племя.
Растроганные кошки наконец понимают, как несчастна Гризабелла. Они принимают её в свой круг и подводят к вожаку. Старик подтверждает, что именно Гризабелла была его избранницей и именно она отправится в ионосферу для перерождения к новой жизни («Journey to the Heaviside Layer»). Из кучи мусора показывается огромная шина, которая поднимает Гризабеллу и Второзаконие  к небесам. Мудрец провожает старую кошку до половины пути и спускается обратно, чтобы Гризабелла отправилась в рай самостоятельно.
Спектакль завершается песней Второзакония, обращенной к зрителям. Он объясняет, что кошки — особенные существа и требуют особенного же к себе отношения («The Ad-dressing of Cats»).
- Memory — главная музыкальная тема мюзикла, записана более чем 150 музыкантами[2].

## Экранизация
В 1998 году была снята видеоверсия мюзикла с участием некоторых актёров оригинальных составов в Лондоне и на Бродвее.
В 2019 году вышел фильм в жанре мюзикла «Кошки», поставленный режиссёром Томом Хупером. Критики разнесли экранизацию в пух и прах еще до выхода в прокат, The Guardian назвали его «чудовищной адаптацией». В феврале 2020 года фильм был номинирован на антипремию «Золотая малина».